# Нестерова Маргарита Миколаївна
Нестерова Маргарита Миколаївна (рос. Маргарита Викторовна Нестерова; нар. 20 вересня 1989) — російська плавчиня.
Учасниця Олімпійських Ігор 2012 року.